# Best of Scorpions
Best of Scorpions е първата официална компилация на германската рок група „Скорпиънс“, издадена от „Ар Си Ей Рекърдс“ на 17 ноември 1979 г. в Съединените американски щати. Изданието включва песни, които първоначално са издадени в студийните албуми Fly to the Rainbow (1974), In Trance (1975), Virgin Killer (1976) и Taken by Force (1977), като не съдържа нито една песен от дебютния им Lonesome Crow (1972). Best of Scorpions заема 180 позиция в „Билборд 200“ в САЩ през 1979 г.
Японското издание на този албум съдържа оригиналната версия на The Sails of Charon с дължина 5:16 секунди. Други издания, включително германското и американската версия, съдържат редактирана, по-къса версия с дължина 4:24 секунди.
В оригиналното германско издание, обложката включва изображение на скорпион, ужилващ бедрото но голо момиче. Японското издание разполага с алтернативна корица, показваща дупето на гола жена. При преиздаването на албума в САЩ през 1984 г., обложката е заменена с друга, на която е изобразен мъж, носещ яке и колие от скорпион. Best of Scorpions е преиздаден за първи път на компактдиск през 1984 г.

## Коментари на критиците
Компилацията получава положителни отзиви от музикалните критиците, които основно подчертават интереса на „Ар Си Ей Рекърдс“ да използва търговския успех, който групата има по това време с новата си звукозапина компания. Малкълм Доум от „Рекърд Мирър“ подчертава това, заявявайки, че „„Ар Си Ей“ са решили да се хранят тяхната „компилация компютър“ с информация за четирите студийни албума на групата под техен контрол, програмиране, за да излезе с гарантирани пари-центрофуга,“ въпреки че списъкът с песни да е „неравен”, защото има само една от Fly to the Rainbow (1974).
Бари Вебер от „Олмюзик“ изразява коментар, подобен на Малкълм Доум относно опортюнизма на „Ар Си Ей Рекърдс“, но смята, че изборът на песни в никакъв случай не е само за феновете на групата, защото „музиката тук е доста хубава“. От всички компилации, издадени през 80-те години на 20- век, той твърди, че „Best of Scorpions все още е най-умната покупка“. Критикът Мартин Попоф смята изданието за много дискотечно, тъй като включва „по същество най-ярките, най-тежките и най-достъпните песни от годините с „Ар Си Ей““.

## Списък с песните

### Страна едно
1. Steamrock Fever – 3:35 (от албума Taken by Force)
2. Pictured Life – 3:23 (от албума Virgin Killer)
3. Robot Man – 2:42 (от албума In Trance)
4. Backstage Queen – 3:12 (от албума Virgin Killer)
5. Speedy's Coming – 3:35 (от албума Fly to the Rainbow)
6. Hell Cat – 2:54 (от албума Virgin Killer)

### Страна две
1. He´s A Woman – She´s A Man – 3:14 (от албума Taken by Force)
2. In Trance – 4:43 (от албума In Trance)
3. Dark Lady – 3:25 (от албума In Trance)
4. The Sails of Charon – 4:24 (от албума Taken by Force)
5. Virgin Killer – 3:41 (от албума Virgin Killer)

## Музиканти
- Клаус Майне – вокали
- Рудолф Шенкер – китари
- Улрих Джон Рот – китари
- Юрген Розентал – барабани
- Франсис Буххолц – бас
- Руди Ленърс – барабани
- Херман Раребел – барабани

## Гост музикант
- Архим Киршинг – клавиши

## Позиция в класациите
| Година | Класация          | Позиция |
| ------ | ----------------- | ------- |
| 1979   | „Билборд 200“ САЩ | 180     |

## Цитати
1. ↑  ALBUM DETAILS Best of Scorpions //  Discography.   the-scorpions.com. Посетен на 2020-02-29. (на английски)
2. 1 2  Billboard 200 Chart History Scorpions //  ARTIST PAGE.   billboard.com. Посетен на 2020-02-29. Best of Scorpions Scorpions (на английски)
3. ↑  Scorpions ‎– Best Of Scorpions PL 28356 Germany 1979 //   discogs.com. Посетен на 2020-02-29. (на английски)
4. ↑  Scorpions ‎– Best Of Scorpions RVP-6420 Japan 1979 //   discogs.com. Посетен на 2020-02-29. (на английски)
5. ↑  Scorpions ‎– Best Of Scorpions AFL1-3516 US 1984 //   discogs.com. Посетен на 2020-02-29. (на английски)
6. ↑  Scorpions ‎– Best Of Scorpions PCD1 3516 Canada 1984 //   discogs.com. Посетен на 2020-02-29. (на английски)
7. ↑  DOME, MALCOLM. THE SCORPIONS: 'Best of The Scopions' (PL 28356) (PDF) //  ALL ALBUMS.   Record Mirror, 1980-01-12. Посетен на 2023-04-07. (на английски)
8. ↑  Weber, Barry. The Best of the Scorpions Review by Barry Weber //  Scorpions.   allmusic.com. Посетен на 2023-04-07. (на английски)
9. ↑  Popoff 2016, с. 78.